# La Gazette du Golfe
La Gazette du Golfe est un bihebdomadaire indépendant béninois, d’analyse et d'informations générales fondé en 1988. Il est un des pionniers de la presse indépendante au Bénin. 

## Histoire
La Gazette du Golfe est créée en mars 1988,. Il a été jusqu'en 1990 le seul journal d'opposition au Bénin, pionnier de la presse indépendante au Bénin. Il fait partie du groupe de presse la Gazette du Golfe, fondé le 29 septembre 1987 qui possède aussi une radio et dont le siège se trouve à Sikècodji dans le 7e arrondissement de Cotonou. Le journal a connu un incendie le 30 janvier 2018 au siège du groupe de presse.
Suspendu en 2003, le journal relance ses publications en 2012.

## Description
La Gazette du Golfe est un journal au format tabloïd. Il se veut indépendant. Il est, jusqu’en 1990, le seul journal d’opposition présent dans les kiosques à Cotonou. Soutien du régime lors des premiers temps de la démocratie au Bénin, La Gazette du Golfe  devient ensuite plus critique envers les autorités.